# Islam en Chine sous la dynastie Ming
À la fin de la dynastie Yuan, de nombreux Mongols ainsi que les musulmans arrivés pendant qu'ils étaient au pouvoir restent en Chine après la chute de la dynastie. La plupart de leurs descendants prennent des noms chinois et deviennent partie intégrante du monde culturel diversifié de la Chine. Sous la dynastie Ming (1368-1644), les musulmans adoptent véritablement la culture chinoise, la plupart d'entre parlant couramment le chinois et adoptant des noms chinois. Nankin, la première capitale des Ming, devient un centre d'apprentissage de l'islam. En conséquence, les musulmans sont devenus "indiscernables en apparence" des Chinois.
La dynastie Ming vois le déclin rapide des communautés musulmanes des ports maritimes, pourtant présente en Chine depuis l'époque de la dynastie Tang. Ce déclin est dû à l'arrêt de tous les échanges commerciaux entre les ports maritimes chinois et le monde extérieur, qui intervient au début du XVIe siècle, lorsque, face à la recrudescence des attaques de pirates l'empereur Jiajing décide la fermeture complète de la frontière maritime dans le cadre de la politique dite haijin (littéralement « mer interdite »). Dès lors, les marchandises provenant de l'étranger ne peuvent entrer en Chine que via le système de tribut, ce qui revient à faire du commerce un monopole étatique. À noter que, si le commerce officiel a bien été stoppé, cela provoque une explosion de la contrebande et, donc, de la piraterie. Par la suite, l'interdiction est levée puis rétablie à plusieurs reprises, la date de levée la plus ancienne proposée étant 1567, mais cela ne change rien à l'obligation de passer par le tribut pour toute forme de commerce.

## Intégration

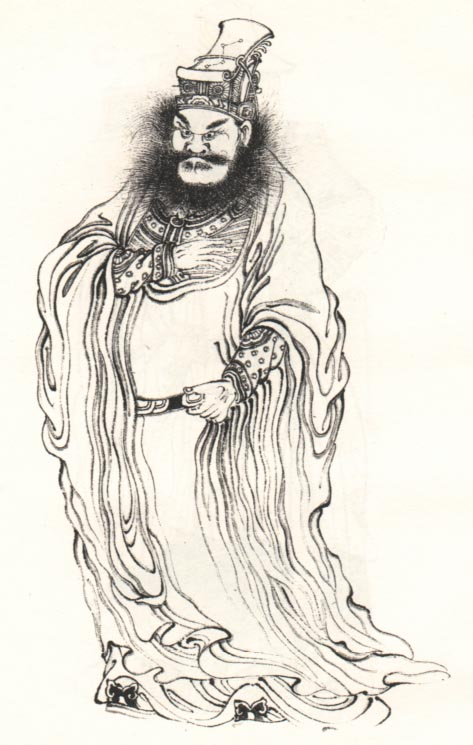
Hu Dahai, un général chinois musulman au service de l'empereur Hongwu.

En raison de l'isolationnisme croissant de la dynastie Ming, l'immigration en provenance des pays musulmans ralentit considérablement, et les musulmans de Chine sont de plus en plus isolés du reste du monde musulman. Ils se sinisent progressivement, adoptant la langue et les vêtements chinois et, finalement, s’intègrent pleinement à la société chinoise.
Un exemple intéressant de cette synthèse est le processus par lequel les musulmans changent de nom. En effet, les musulmans d'origine étrangère ont tendance à adopter comme nouveau nom de famille le caractère chinois qui ressemble le plus, d'un point de vue phonétique, aux premières syllabes de leurs noms musulmans - Ha pour Hasan, Hu pour Hussain et Sa'I pour Said, etc. Les noms de famille chinois qui sont très courants dans les familles musulmanes sont Mo, Mai et Mu - noms adoptés par les musulmans qui avaient les noms de famille Muhammad, Mustafa et Masoud. Pour ce qui est des Han qui se convertissent à l'Islam, ils gardent le noms de famille qu'ils portaient déjà avant leur conversion.
Les coutumes vestimentaires et alimentaires des musulmans ont également tendance à se fondre dans la culture chinoise, car si elles persistent, elles sont maintenues dans un cadre culturel chinois. Ainsi, la cuisine des Hui est fortement influencée par la cuisine de Pékin : Les méthodes de cuisson de ces deux styles culinaires sont presque toutes identiques et elles ne diffèrent que les aliments utilisés, principalement en raison des restrictions religieuses. Par conséquent, les plats de la cuisine des Hui du Nord de la Chine sont souvent incluse dans la cuisine de Pékin.
C'est sous la dynastie Ming que commence à se développer la calligraphie musulmane chinoises, notamment la transcription des langues chinoises, telles que le mandarin, au moyen de l'écriture arabe (Xiao'erjing) et la naissance de formes de calligraphie décoratives distinctement chinoises. Le sini, un type de calligraphie destiné aux adaptations de l'alphabet arabe en langue Chinoise, est largement utilisée dans les mosquées de la Chine orientale et, dans une moindre mesure, dans le Gansu, Ningxia et Shaanxi. Le hadji Noor Deen Mi Guangjiang est un exemple de célèbre calligraphe utilisant l'écriture Sini dans ses travaux.
L'architecture des mosquées commence à suivre les canons de l'architecture traditionnelle chinoise,. Un bon exemple de ce changement de style est la Grande mosquée de Xi'an, dont les bâtiments actuels datent de la dynastie Ming. Toutefois,ces changements ne se font pas de manière uniforme sur tout le territoire chinois. Ainsi, les mosquées de Chine occidentale ont assez souvent des minarets et des dômes, tandis que celles de Chine orientale ressemblent davantage à des Pagodes.
Au Qinghai, le peuple musulman des Salar passe sous le contrôle de la dynastie Ming, les chefs des différents clans ayant capitulé devant les Chinois vers 1370. À cette date, le chef des "quatre clans supérieurs" est Han Pao-yuan. Pour le récompenser de sa soumission, les Ming lui accordent un poste officiel. C'est à cette époque que les gens de ces quatre clans prennent comme nom de famille "Han". Les "quatre clans inférieurs" des Salars sont, eux, dirigés par le chef Han Shan-pa. Ce dernier reçoit le même poste officiel que Pao-yuan et les membres de ses clans qui prennent le nom de Ma.
Vers le milieu du XVIe siècle, les rares Européens qui ont la possibilité de voyager en Chine commencent à écrire des livres et des rapports sur l'existence et le mode de vie des musulmans chinois. Le contrebandier portugais Galeote Pereira, qui est capturé au large des côtes du Fujian en 1549, et passe quelques années dans le Fujian et le Guangxi, consacre quelques pages de son rapport, publié en 1565, aux musulmans chinois. Il appelle les musulmans de Chine des "Maures" et estime que, dans les deux provinces ou il a séjourné, la communauté musulmane s'assimile rapidement à la société chinoise.

### Droit et mariages
Selon l'article 122 du grand code des Ming promulguée par l'empereur Hongwu,le fondateur de la dynastie, les femmes et les hommes d'origine mongole ou Semu resté en Chine après la chute des Yuan doivent obligatoirement épouser des chinois(es) Han,,. En effet, si la politique des Ming à l'égard de la religion musulmane est basé sur la tolérance, celle concernant les minorités ethniques consiste en une intégration par le mariage forcé. Les Hui, vus comme une minorité ethnique, doivent donc obligatoirement épouser des Han et non d'autres Hui.
Cependant, dans le cadre de ces mariages,les Han se convertissent quasiment à chaque fois à l'islam et donc, la communauté musulmane, au lieu de disparaitre petit à petit, s’agrandit a chaque mariage. Il faut noter que les mariages entre les Chinois de la classe supérieure et les Hui sont peu nombreux. En effet, les Chinois les plus riches refusent d'épouser des femmes musulmanes, et interdisent à leurs filles d'épouser des hommes musulmans, car ils considèrent qu'une conversion à l'Islam est incompatible avec leur statut social élevés. Finalement, seuls les Chinois des classes moyennes ou pauvres acceptent de se convertir pour épouser une femme ou un homme Hui.
La loi Ming permet donc aux Chinois Han de ne pas avoir à se marier avec des Hui, et de se marier uniquement entre eux s'ils le désirent; tandis que les Hui doivent obligatoirement épouser un conjoint qui n'est pas de leur ethnie,,.

## Liberté
Les musulmans de Pékin se voient accorder une liberté relative par les Chinois et ne souffrent d'aucune restriction de leurs pratiques religieuses ou de leur liberté de culte. En fait, ils sont traités comme n'importe quel autre citoyen chinois Pékin. A contrario, les adeptes du bouddhisme tibétain et du catholicisme souffrent de restrictions et de censure à Pékin.

## Les empereurs et l'Islam

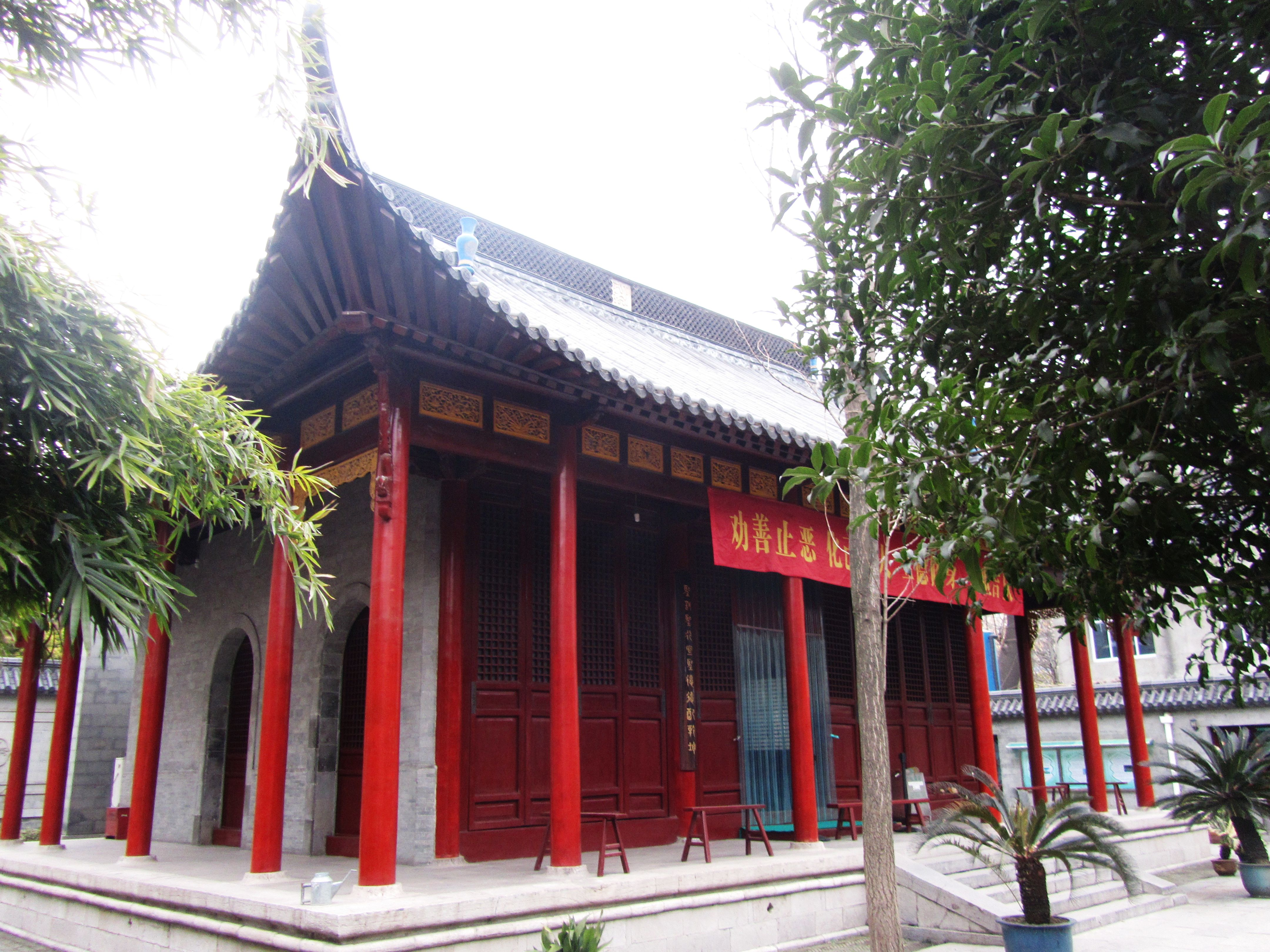
La mosquée Jinjue (qui signifie littéralement : mosquée des Lumières pures) à Nankin. Elle a été construite à la suite d'un décret de l'empereur Hongwu

L'empereur Hongwu a ordonné la construction de plusieurs mosquées dans le sud de la Chine, à Nanjing, au Yunnan, au Guangdong et au Fujian. Il a écrit un éloge de 100 caractères sur l'Islam, Allah et le prophète Mahomet. Il avait également plus de 10 généraux musulmans dans son armée, dont Hui Feng Sheng, qui l'as aidé dans sa lutte contre les Mongols. Hongwu a fait reconstruire la mosquée Jin Jue à Nanjing et un grand nombre de musulmans Hui se sont installés à Nanjing pendant son règne. Il a ordonné que des inscriptions faisant l'éloge de Mahomet soient placées dans les mosquées. Une mosquée de Nanjing a été construite sur ordre de l'empereur Xuanzong,. La tolérance de l'empereur envers l'Islam et les musulmans attire les missionnaires arabes, qui viennent en Chine pendant toute la période de la dynastie Ming.
L'empereur Yongle a encouragé la création et à la réparation des mosquées pendant son règne. Deux mosquées ont été construites sur son ordre, l'une à Nankin et l'autre à Xi'an, et elles existent encore aujourd'hui. Les réparations des mosquées plus anciennes sont encouragées et un décret interdit que les mosquées soient converties à d'autres usages,.

Des inscriptions pro-musulmanes ont été trouvées sur des stèles érigées par les empereurs Ming. Les mosquées de Fuzhou et de Quanzhou contiennent l'édit suivant de l'empereur :
"Je vous donne par la présente mon décret impérial afin de garder votre résidence. Les fonctionnaires, civils ou militaires, ou quiconque, ne doivent pas vous offenser ou vous insulter. Quiconque vous offense ou vous insulte contre mon ordre impérial sera puni comme un criminel".

Ces largesses des empereurs envers les musulmans sont toutefois calculées, et ils savent les mettre au pas si jamais ils pensent qu'ils peuvent mettre le pouvoir des Ming en danger. C'est ainsi que 1 200 musulmans qui se sont installés en Chine pendant la dynastie Yuan ont été « renvoyés » du Gansu à Samarcande, sur un ordre de l'empereur, exécuté par le gouverneur du Gansu.

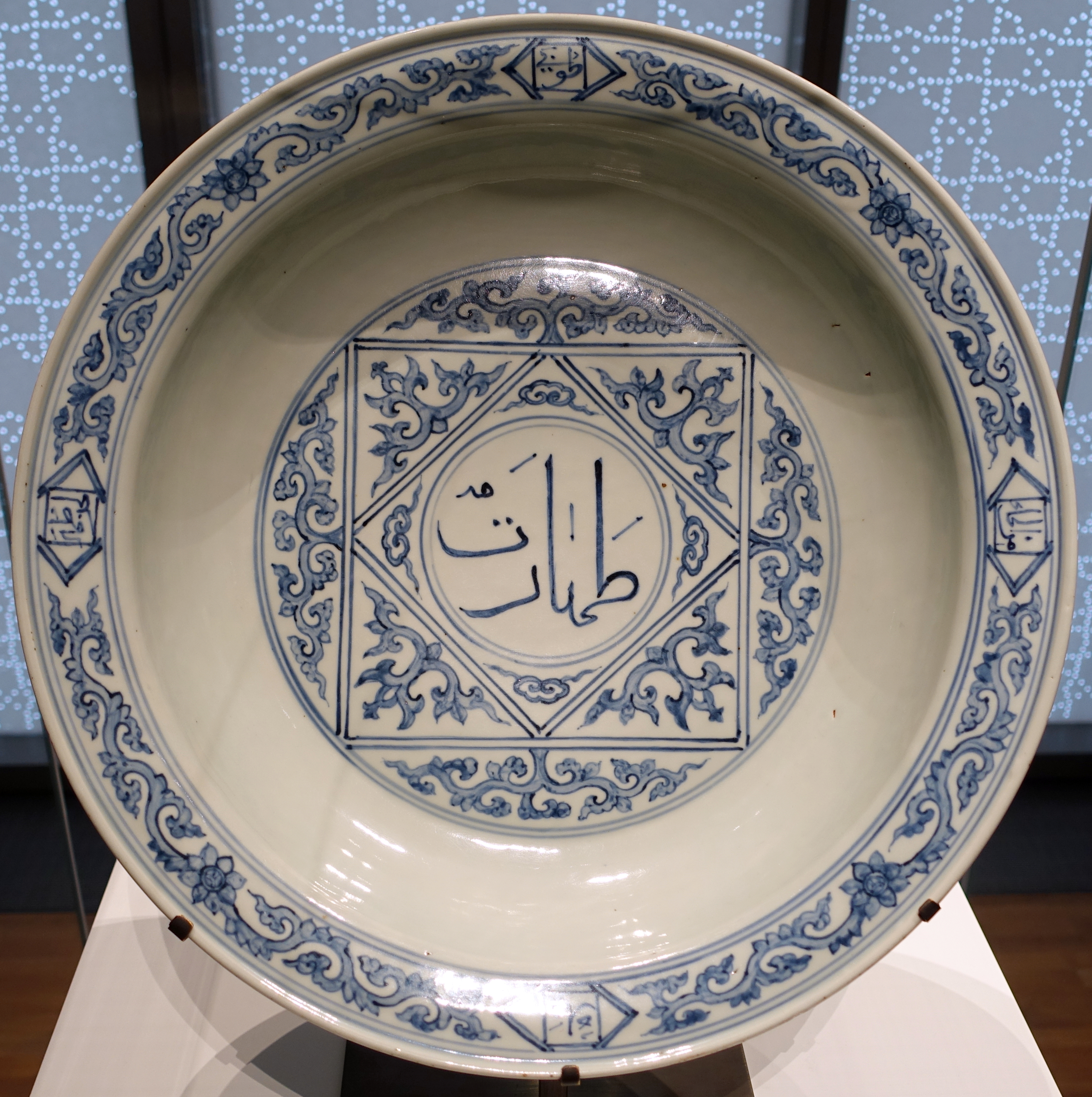
Bassin d'ablution chinois, avec le mot Taharat (propreté) en calligraphie Thuluth, datant du règne de Zhengde.

Toutes les religions ne sont pas logées à la même enseigne. En effet, si les Ming jugent que l'islam et le judaïsme sont légaux et conformes à l'idéologie confucéenne ; dans le même temps, le manichéisme et le Nestorianisme sont déclarés illégaux et classés comme des sectes devant être éliminées de la Chine.
L'empereur Ming Wuzong, connu pour être fasciné par les étrangers et tout ce qui vient de l'extérieur de la Chine, a pris de nombreux musulmans à son service comme conseillers, eunuques et envoyés de la cour. Les œuvres d'art produite à sa demande,comme la porcelaine utilisée à la cour, sont décorées avec des calligraphies en langue arabe ou persane,,.
C'est pendant le règne de Wuzong qu'est publié un décret interdisant l'abattage des porcs. Ce décret, combiné à ses goûts en matière d'art et sa fascination pour l'étranger, a ouvert la voie à des rumeurs et spéculation voulant qu'il se soit converti à l'Islam,,,,,,,,. En fait, la situation est plus complexe qu'il n'y parait. Contrairement à son père, l'Empereur Hongzhi, Wuzong se désintéresse totalement des affaires de l'état dès le début de son règne et préfére s'adonner aux plaisirs en tout genre et à la luxure. Son règne marque la montée en puissance des eunuques au sein de la Cour impériale, qui finissent par gérer les affaires de l'état,,. Il est donc impossible de savoir si cet édit est le fait de l'empereur ou des eunuques musulmans de la Cour.

## Érudition
Sous les Ming, la ville de Nanjing devient un centre important d'étude des textes islamiques. C'est là que Wang Daiyu écrit son Zhengjiao zhenquan (Commentaire sur la foi orthodoxe), tandis que son successeur, Liu Zhi, traduit le Tianfang xingli (philosophie islamique), Tianfang dianli (rituel islamique) et le Tianfang zhisheng shilu (le dernier prophète de l'islam). C'est également à Nanjing que Hu Dengzhou, un autre érudit, créé entre 1522 et 1597 le Jingtang Jiaoyu, une école réputée pour sa rigueur ou l'on enseigne les hadiths, le Coran et la loi islamique. Cette école se développe en un système pédagogique articulé autour de quatorze cours, avec des classes en arabe et en persan. À cette époque, on trouve ce genre d'écoles dans d'autres provinces, mais chacune à son propre système éducatif et des spécialisations différentes. Dans les provinces de Lintao et de Hezhou, les écoles ont un système éducatif à trois niveaux, dans lequel les plus jeunes apprennent l'arabe requis pour le namaz et le wodzū, puis, passent à des études plus avancées. La province du Shandong devient un centre spécialisé dans les textes persans. Comme la communauté musulmane Hui accueille de plus en plus de Han convertis après un mariage, les érudits chinois s’efforcent de traduire les textes liés à l'Islam en chinois, à la fois pour fournir plus de textes aux musulmans non arabophones et convaincre l'élite Han au pouvoir que l'Islam n'est pas inférieur au confucianisme.
Les travaux des géographes musulmans, qui étaient arrivés en Chine sous la dynastie Yuan, sont utilisés sous la dynastie Ming pour dessiner les régions occidentales dans le Da Ming Hun Yi Tu, la plus ancienne carte du monde originaire d'Asie de l'Est encore existante.

## Musulmans de premier plan

### Philosophie

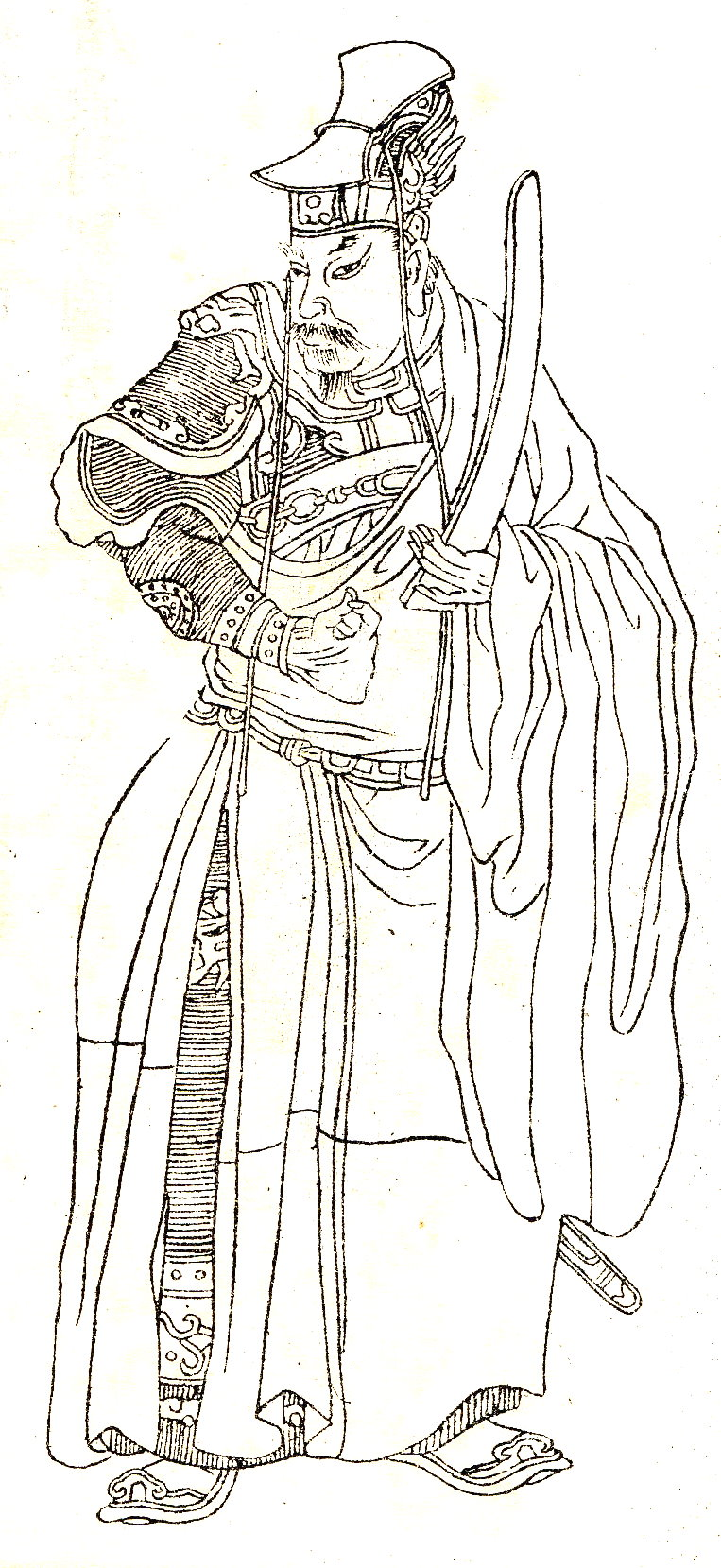
Le général Chang Yuchun, qui serait le père de la célèbre "méthode de la lance Kaiping",.

Li Nu est un marchand et érudit chinois Han, et le fils de Li Lu. En 1376, Nu visite la ville d'Ormuz en Perse, où il se convertit à l'Islam et épouse une femme d'origine perse ou arabe. Avec sa nouvelle épouse, il quitte la perse et revient à Quanzhou dans le Fujian. L'un de ses descendants est le philosophe néo-confucianiste Li Zhi,,.

### Généraux et autre militaires
Plusieurs des généraux de Zhu Yuanzhang, le fondateur de la dynastie Ming, sont musulmans. Parmi eux, on trouve Lan Yu qui, en 1388, passe la Grande Muraille avec une puissante armée chinoise sous ses ordres et remporte une victoire décisive sur les Mongols en Mongolie, mettant définitivement fin a leurs rêves de reconquête de la Chine. Par la suite, Lan Yu est exécuté sur ordre de l'empereur, avec plusieurs autres généraux, lors d'une purge visant ceux qui étaient considérés comme une menace potentielle pour l'héritier présomptif du trône.
Mu Ying est l'un des rares généraux compétent à avoir survécu a cette purge.Lui et d'autres généraux musulmans fidèles aux Ming ont conduit les troupes, majoritairement musulmanes qui ont vaincu les Mongols (et leurs soldats majoritairement musulmans), lors de la conquête du Yunnan par les Ming. Après cette victoire, Ying et ses descendants ont assuré le contrôle du Yunnan jusqu'à la fin de la dynastie Ming.
Parmi les autres généraux musulmans fidéles aux Ming figurent Feng Sheng, Ding Dexing et Hu Dahai.
En 1447, c'est un général Hui nommé Chen You, qui finance la restauration de la mosquée Dong Si (litt: Mosquée de la Propagation de la Lumière).
Hala Bashi, un général ouïgour de Tourfan, a combattu pour la dynastie Ming contre les rebelles Miao. Après avoir vaincu les rebelles avec ses soldats ouïgours, il s'installe à Changde, dans le Hunan,.

### Zheng He
Zheng He est un marin, explorateur, diplomate et amiral né en 1371 dans la province du Yunnan. Capturé par les chinois après leur conquête du Yunnan et castré, il devient un proche confident de Yongle (r. 1403-1424), le troisième empereur de la dynastie Ming. Entre 1405 et 1433, le gouvernement Ming finance une série de sept expéditions navales menées par Zheng He dans l'océan Indien et jusqu'en Afrique de l'Est. Au cours de ses voyages, il est connu pour avoir fortement subventionné les temples bouddhistes. À son retour en Chine, il restaure ou fait construire des temples dédiés à Mazu, la déesse taoïste de la mer, à Nanjing, Taicang et Nanshan, érigeant des stèles faisant l'éloge de sa protection.

## Politique étrangère
La dynastie Ming soutient des sultanats musulmans d'Asie du Sud-Est, comme le sultanat de Malacca. En effet, les Ming ont mis en garde la Thaïlande et le Majapahit contre toute tentative de conquête et d'attaque du sultanat de Malacca, en plaçant sous sa protection en tant que protectorat et en donnant au souverain de Malacca le titre de roi. Les Chinois ont construit et développé plusieurs entrepôts à Malacca. Grâce à cette protection et ces investissements, le sultanat musulman a prospéré durant cette période. Cette protection était d'autant plus efficace que la Thaïlande est également un vassal de la Chine a qui elle verse un tribut,,,
Malacca est prise en 1511 par le vice-roi portugais des Indes, Afonso de Albuquerque. En réponse à cette agression envers un de ses vassaux, le gouvernement impérial chinois fait emprisonner et exécuter de nombreux envoyés portugais après les avoir torturés à Guangzhou,,,,. En tout, les autorités chinoises exécutent 23 Portugais et en torturent d'autres dans des prisons. Tomé Pires, un envoyé commercial portugais, fait partie de ceux qui meurent dans les cachots chinois,,. Une grande partie d'une l'ambassade portugaise est restée emprisonnée à vie.
Les Ming ont également soutenu l'État musulman du Champa, qui contrôle le centre de l'actuel Viêt Nam, contre le Đại Việt, qui en contrôle le nord.

## Loyalistes Ming Musulmans
Lorsque la dynastie Ming s'effondre et que les mandchous de la dynastie Qing envahissent la Chine en 1644, les musulmans loyaux aux Ming dirigés par les chefs musulmans Milayin, Ding Guodong et Ma Shouying, déclenchent une révolte contre les Qing en 1646, la rébellion Milayin. Ils espèrent chasser les Mandchous du pouvoir et rétablir le prince Ming de Yanchang, Zhu Shichuan, sur le trône en tant qu'empereur. Ces révoltés sont soutenus par le sultan Sa'id Baba de Hami et son fils, le prince Turumtay,, et sont rapidement rejoint par les Tibétains et les Chinois Han dans leur lutte. Après des combats acharnés et des négociations, un accord de paix est conclu en 1649. Milayan et Ding prêtent nominalement allégeance aux Qing et sont nommés membres de l'armée Mandchoue. Lorsque d'autres loyalistes Ming réapparaissent dans le sud de la Chine et que les Qing sont contraints de retirer leurs forces du Gansu pour les combattre, Milayan et Ding prennent de nouveau les armes et se rebellent contre les Qing. Finalement, ils sont écrasés par les Qing et 100 000 d'entre eux, dont Milayin, Ding Guodong et Turumtay, sont tués au combat.
Ma Zhu (1640-1710), un savant musulman confucéen de l'ethnie Hui, lutte aux côtés des Ming du sud contre les Qing. Zhu Yu'ai, le prince Ming Gui est accompagné de réfugiés Hui lorsqu'il s’enfuit de Huguang vers la frontière birmane, dans le Yunnan. En signe de défi contre les Qing et de loyauté envers les Ming, ils changent leur nom de famille en Ming.
À Guangzhou, il y a trois tombes de musulmans loyalistes Ming qui ont été martyrisés lors de la bataille menée contre les Qing lors de la conquête de Guangzhou. Ces musulmans loyalistes Ming sont appelés "jiaomen sanzhong" ("Trois défenseurs de la foi" ou "Le trio loyal des musulmans"),.

## Voir également
- Islam en Chine sous la dynastie Tang
- Islam en Chine sous la dynastie Song
- Islam en Chine sous la dynastie Yuan
- Islam en Chine sous la dynastie Qing
- Islam en Chine de 1911 à nos jours
- Nombre de musulmans par pays
- Religion en Chine
- Démographie de la Chine

## bibliographie
- Sir Thomas Walker Arnold, The preaching of Islam: a history of the propagation of the Muslim faith, 1896
- E. Bretschneider, Mediæval Researches from Eastern Asiatic Sources: Fragments Toward the Knowledge of the Geography and History of Central and Western Asia from the 13th to the 17th Century, Volume 2, 1888
- International Dictionary of Historic Places: Asia and Oceania, vol. Volume 5 of International Dictionary of Historic Places, Taylor & Francis, 1996 (ISBN 978-1-884964-04-6, lire en ligne)